# Komsomol
Đoàn Thanh niên Cộng sản Lenin (tiếng Nga: Всесоюзный Ленинский Коммунисти́ческий сою́з молодёжи (ВЛКСМ))ngheⓘ, thường được gọi là Komsomol (tiếng Nga: Комсомо́л, viết tắt của Kommunisticheskiy Soyuz Molodozhi) phát âm tiếng Việt như là Kôm-xô-môn, từng là một tổ chức thanh niên thuộc Đảng Cộng sản Liên Xô. Ban đầu Komsomol được thành lập tại các trung tâm đô thị năm 1918. Trong những năm mới ra đời, đây là một tổ chức của Nga với tên gọi Đoàn thanh niên cộng sản Nga. Năm 1922, với sự hợp nhất của Liên bang Xô Viết, Komsomol được sửa đổi thành một tổ chức toàn thanh niên liên bang thuộc đảng Cộng sản toàn liên bang.

## Lịch sử
Sau Cách mạng tháng 10 thành công, hoạt động xã hội và chính trị của tầng lớp thanh niên được gia tăng. Ban đầu xuất hiện những nhóm thanh niên lao động đi theo chủ nghĩa cộng sản. Năm 1917, tại Petrograd, những người Bolshevik đã thành lập Liên minh Thanh niên Tiên phong Xã hội chủ nghĩa. Sau đó liên minh phát triển mạnh mẽ rộng khắp, đây là điều kiện tạo ra Đoàn Thanh niên Cộng sản toàn Nga. Ngày 29/10 - 4/11/1918, Đại hội toàn Nga Đoàn Thanh niên Cộng sản tuyên bố thành lập.
Nửa năm đầu 1921, để tôn vinh những anh hùng trẻ tuổi lao động, phù hiệu, biểu tượng, huân chương... được tạo ra để đáp ứng. Phù hiệu của Đoàn Thanh niên Cộng sản toàn Nga gồm ngôi sao 5 cánh đỏ với 4 chữ <<P. К. С. М>>.
Đại hội lần thứ V của Đoàn Thanh niên Cộng sản Nga được tổ chức tháng 10/1922. Biểu tượng mới được thông qua, bốn chữ cái được thay thế bằng КИМ (tiếng Nga: Коммунистический интернационал Молодёжи, Đoàn Thanh niên Quốc tế Cộng sản), biểu tượng tồn tại đến năm 1947 và biểu tượng cuối cùng xuất hiện năm 1956.
Đoàn Thanh niên Cộng sản là tổ chức chính trị thanh niên được thành lập rất sớm tại Nga Xô, sau đó là tại Liên Xô. Với nhiệm vụ giáo dục tư tưởng và tuổi trẻ, thực hiện các công tác chính trị xã hội. Đoàn Thanh niên Cộng sản được coi là "dự bị và hỗ trợ" cho Đảng Cộng sản Liên Xô. Đội Thiếu niên Tiền phong Lenin được thành lập năm 1922 được Đoàn Thanh niên Cộng sản trực tiếp lãnh đạo.

## Tổng quan

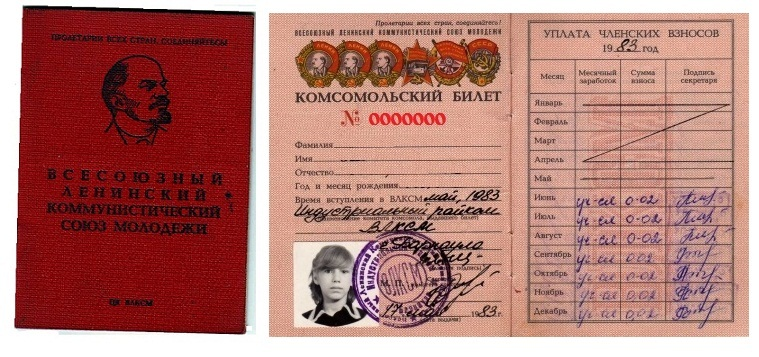
Thẻ đoàn viên Komsomol, (1983)

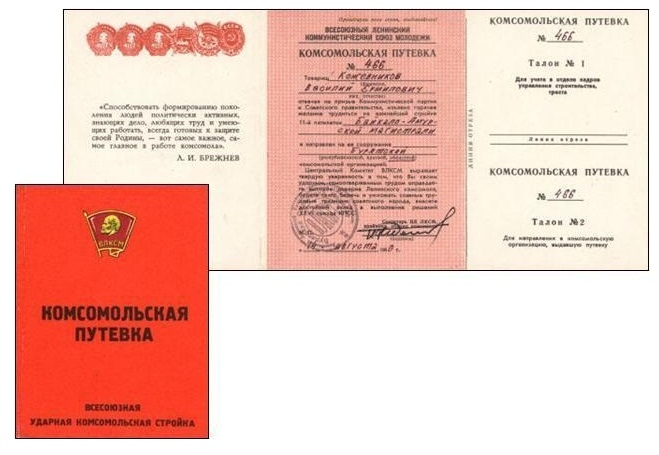
Điều lệ Komsomol. Document in the USSR youth guarantee compulsory employment (1980)

Dưới thời cách mạng, đảng Bolshevik dường như không để ý đến việc thành lập hoặc duy trì một đoàn thanh niên. Tuy nhiên đến năm 1918, đại hội thứ nhất Komsomol đã họp dưới sự bảo trợ của Đảng Bolshevik dù rằng hai tổ chức này hoàn toàn không có chung hội viên hoặc lý tưởng. Một năm sau đó, trước kỳ đại hội thứ hai, những người Bolshevik đã yêu cầu được điều hành tổ chức này và Komsomol sớm chính thức trở thành một tổ chức thanh niên của đảng cộng sản.
Đoàn viên Komsomol bắt buộc phải không dưới 14 tuổi và thông thường tối đa không quá 28 tuổi, tuy nhiên những người nắm chức vụ trong Komsomol có thể lớn tuổi hơn. Thiếu nhi và thiếu niên nhỏ tuổi hơn thì tham gia vào đội thiếu niên tiền phong Liên Xô. Tuy việc tham gia trên danh nghĩa là tự nguyện nhưng những ai không phải đoàn viên sẽ không được tham dự các kỳ nghỉ được đoàn chính thức bảo trợ và họ cũng khó theo học đại học và cao đẳng.

## Vai trò
Đoàn Thanh niên Cộng sản được thành lập bởi Đảng Bolshevik nhằm thực hiện các công tác quy mô. Vào tháng 10/1919, Đoàn có 22.100 thành viên, đến năm 1920 có 482.000 thành viên. Trong cuộc chiến với Bạch vệ, có khoảng 200.000 thành viên tham gia tranh đấu.
Đoàn Thanh niên Cộng sản đã đóng một vai trò quan trọng trong việc thực hiện các nhiệm vụ phục hồi của nền kinh tế quốc gia, trong công nghiệp hóa và tập thể, Cách mạng Văn hóa.
Trong giai đoạn 1930-1940, Đoàn Thanh niên Cộng sản bồi dưỡng gia tăng các nhà nghiên cứu khoa học trẻ tuổi đồng thời xóa nạn mù chữ trên toàn Liên Xô. Số lượng sinh viên học các trường khoa học, kỹ thuật công nghệ gia tăng theo thời gian.
Năm 1941, Liên Xô có 10 triệu tình nguyện viên, trong đó 1 triệu thành viên từ Đoàn. Những đơn vị thanh niên góp phần đập tan sự bành trướng của Đức Quốc xã. Trong đó 500 người được phong anh hùng Liên Xô, hơn 500.000 được trao huân huy chương. Đơn vị nữ đoàn viên đặc biệt với nhiệm vụ bắn tỉa và các lĩnh vực khác với khoảng 200.000 thành viên. Hơn 100.000 nữ đoàn viên được trao huân huy chương, trong đó 58 nữ đoàn viên được phong anh hùng Liên Xô.
Đến năm 1970, báo Komsomol lưu hành 16,6 triệu bản. Vai trò trong thời kỳ này là phục hồi của đất nước chiến tranh bị tàn phá, khai khẩn đất hoang, xây dựng các công trình nhà máy...
Đoàn Thanh niên cũng hợp tác với cảnh sát thành lập "đội tình nguyện đất nước" trong việc bảo vệ trật tự công cộng trong các khu dân cư cùng với các nhân viên cảnh sát.

## Lãnh đạo
Đứng đầu Đoàn Thanh niên Cộng sản Lenin là Bí thư thứ nhất Ủy ban Trung ương Đoàn.
1. Yefim Tsetlin (1918–1919)
2. Oscar Rivkin (1918–1921)
3. Lazar Shatskin (1921–1922)
4. Piotr Smorodin (1922–1924)
5. Nikolai Chaplin (1924–1928)
6. Aleksandr Milchakov (1928–1929)
7. Aleksandr Kosarev (1929–1938)
8. Nikolai Mikhailov (1938–1952)
9. Aleksandr Shelepin (1952–1958)
10. Vladimir Semichastny (1958–1959)
11. Sergei Pavlovich Pavlov (1959–1968)
12. Yevgeny Tyazhelnikov (1968–1977)
13. Boris Pastukhov (1977–1982)
14. Viktor Maksimovich (1982–1986)
15. Viktor Mironenko (1986–1990)
16. Vladimir Zyukin (1990–1991)

## Các kỳ Đại hội Đoàn
| Thời gian         | Đại hội                                                         | Nội dung |
| ----------------- | --------------------------------------------------------------- | --- |
| 29/10 — 4/11/1918 | Đại hội Đoàn Thanh niên Cộng sản toàn Nga I                     | Đại hội thông qua Điều lệ và chương trình của Đoàn Thanh niên Cộng sản. Hợp nhất các tổ chức thanh niên dưới sự lãnh đạo của Đảng Cộng sản Nga. |
| 5—8/10/1919       | Đại hội Đoàn Thanh niên Cộng sản toàn Nga II                    | Thành lập Đoàn Thanh niên Quốc tế Cộng sản và là thành viên của nó.                                                                             |
| 2—10/10/1920      | Đại hội Đoàn Thanh niên Cộng sản toàn Nga III                   | Đề ra chính sách xây dựng chủ nghĩa xã hội mới, giáo dục bồi dưỡng thanh niên cộng sản. Khôi phục kinh tế đất nước sau chiến tranh.             |
| 21—28/09/1921     | Đại hội Đoàn Thanh niên Cộng sản toàn Nga IV                    | |
| 11—17/10/1922     | Đại hội Đoàn Thanh niên Cộng sản toàn Nga V                     | |
| 12—18/07/1924     | Đại hội Đoàn Thanh niên Cộng sản toàn Nga VI                    | Đoàn Thanh niên Cộng sản toàn Nga đổi tên thành Đoàn Thanh niên Cộng sản Lenin                                                                  |
| 11—22/03/1926     | Đoàn Thanh niên Cộng sản Lenin VII                              | Hỗ trợ Đảng Cộng sản Liên Xô chống lại chủ nghĩa Trotskyism. Đổi tên thành Đoàn Thanh niên Cộng sản Lenin toàn Liên bang.                       |
| 5—16/05/1928      | Đoàn Thanh niên Cộng sản Lenin toàn Liên bang VIII              | |
| 16—26/01/1931     | Đoàn Thanh niên Cộng sản Lenin toàn Liên bang IX                | |
| 11—21/04/1936     | Đoàn Thanh niên Cộng sản Lenin toàn Liên bang X                 | |
| 29/03— 7/04/1949  | Đoàn Thanh niên Cộng sản Lenin toàn Liên bang XI                | |
| 19—27/03/1954     | Đoàn Thanh niên Cộng sản Lenin toàn Liên bang XII               | |
| 15—18/04/1958     | Đoàn Thanh niên Cộng sản Lenin toàn Liên bang XIII              | |
| 16—20/04/1962     | Đoàn Thanh niên Cộng sản Lenin toàn Liên bang XIV               | Thông qua Điêu lệ Đoàn Thanh niên Cộng sản Lenin toàn Liên bang                                                                                 |
| 17—21/05/1966     | Đoàn Thanh niên Cộng sản Lenin toàn Liên bang XV                | |
| 26—30/05/1970     | Đoàn Thanh niên Cộng sản Lenin toàn Liên bang XVI               | |
| 23—27/04/1974     | Đoàn Thanh niên Cộng sản Lenin toàn Liên bang XVII              | Thông qua bài hát "Và cuộc chiến lại bắt đầu" (tiếng Nga: И вновь продолжается бой) làm bài hát chính thức của Komsomol                         |
| 25—28/04/1978     | Đoàn Thanh niên Cộng sản Lenin toàn Liên bang XVIII             | |
| 18—21/05/1982     | Đoàn Thanh niên Cộng sản Lenin toàn Liên bang XIX               | |
| 15—18/04/1987     | Đoàn Thanh niên Cộng sản Lenin toàn Liên bang XX                | |
| 11—18/04/1990     | Đoàn Thanh niên Cộng sản Lenin toàn Liên bang XXI               | |
| 27—28/09/1991     | Đoàn Thanh niên Cộng sản Lenin toàn Liên bang XXII (bất thường) | |

## Hình ảnh

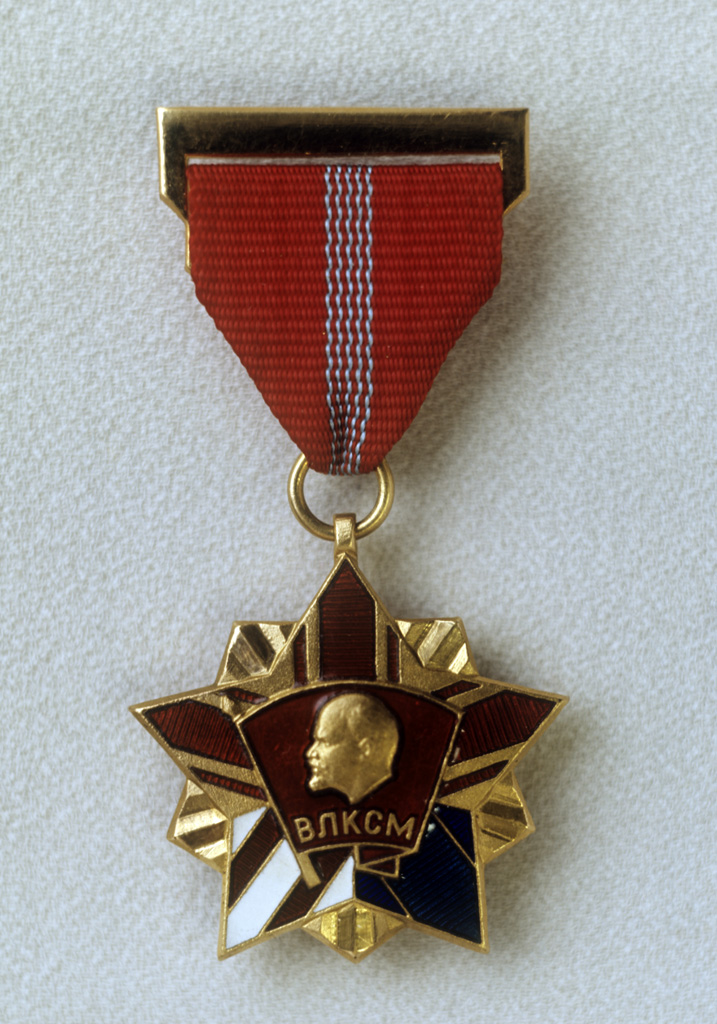
Huân chương Komsomol
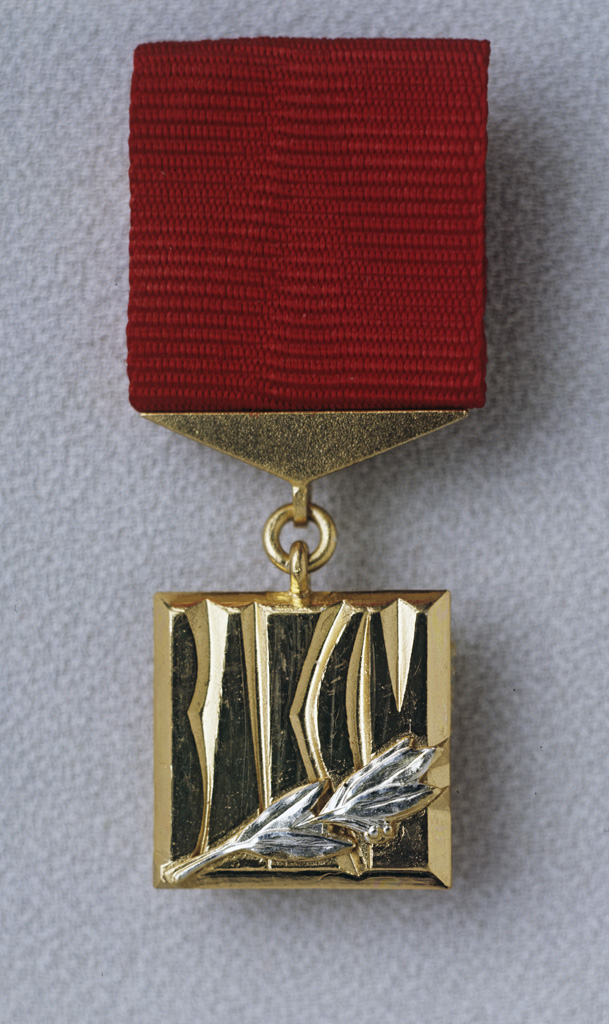
The sign of the winner of Lenin Komsomol
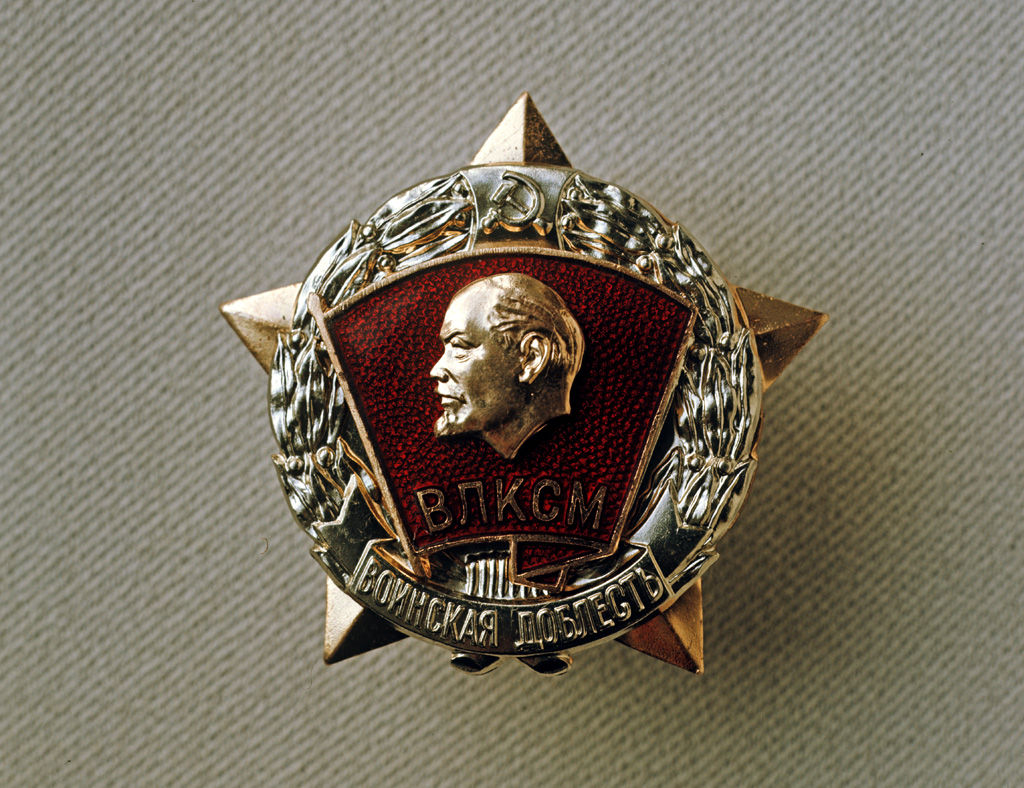
Soldier's Valour sign of the Central Committee of the Komsomol
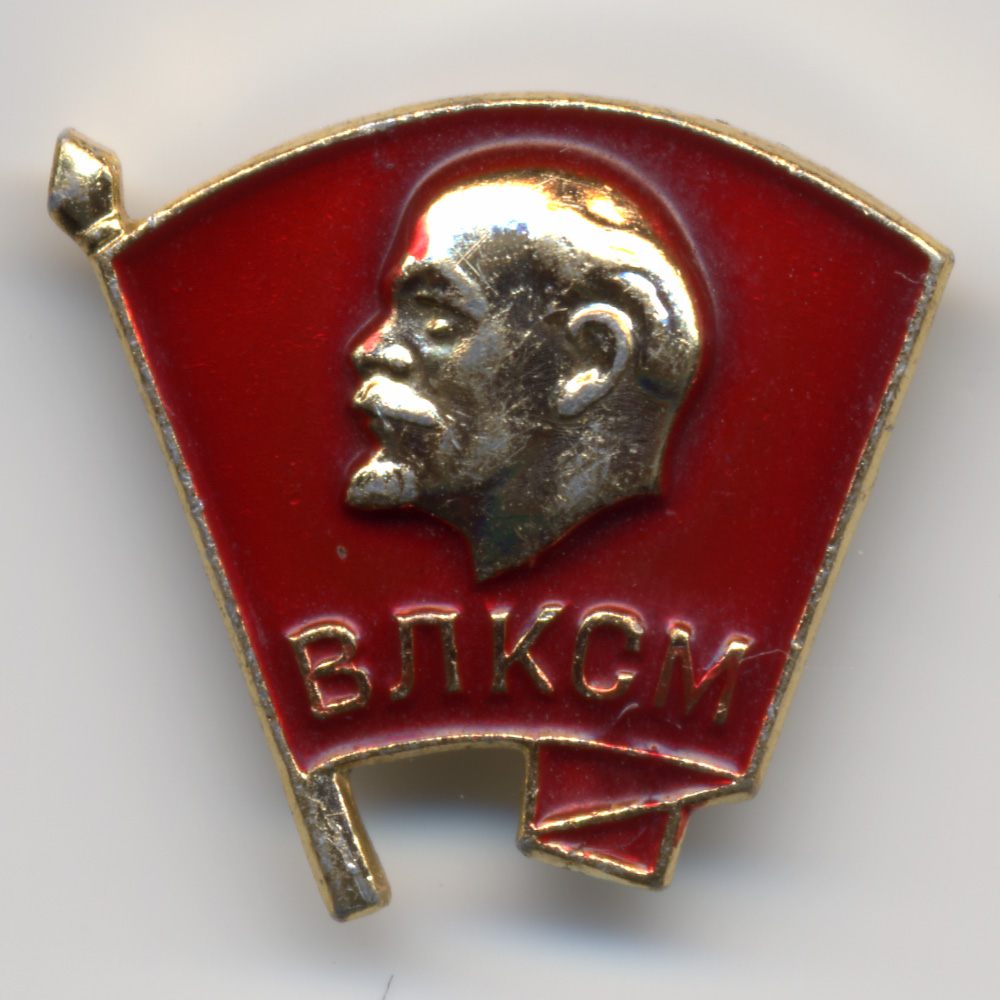
Huy hiệu thành viên Komsomol
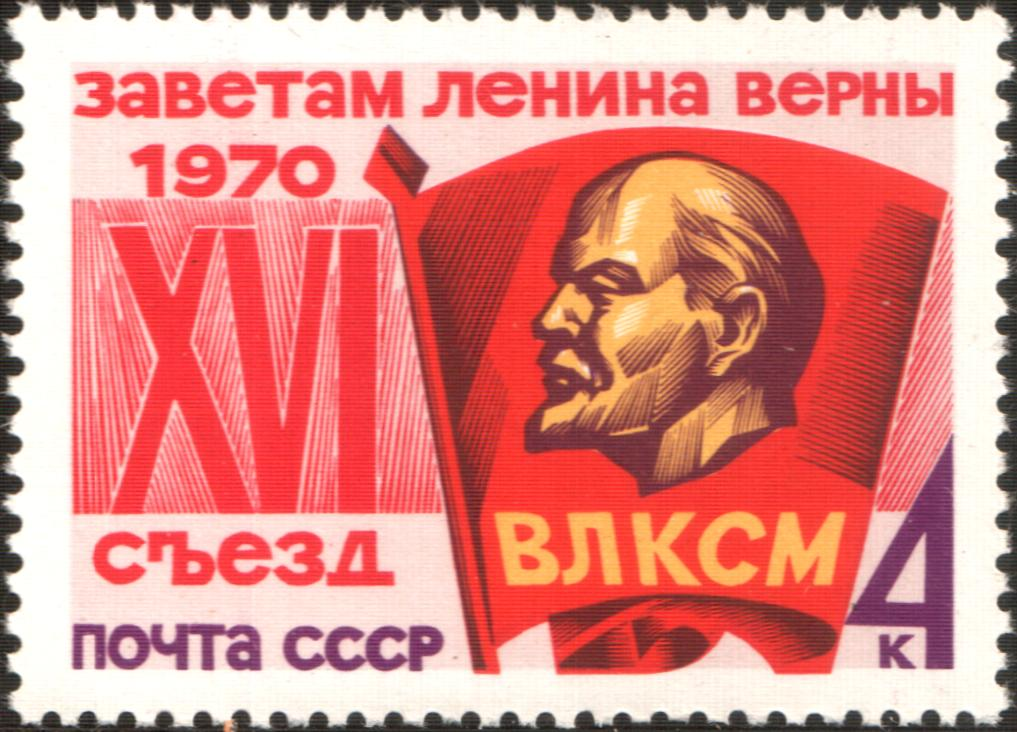
Soviet Union stamp, 1970, CPA 3897. XVI Congress of VLKSM

## Thành tích
Komsomol đã được trao ba huân chương Lenin, một huân chương cờ đỏ, một huân chương Cờ đỏ Lao động và một Huân chương Cách mạng Tháng Mười. Tiểu hành tinh 1283 Komsomolia được đặt tên theo Komsomol.